# Colen Campbell
Pour les articles homonymes, voir Campbell.
Colen Campbell (né dans le Moray en Écosse le 15 juin 1676 - mort à Mayfair en Londres le 13 septembre 1729) est un architecte écossais qui passa la majeure partie de sa carrière en Angleterre. Il est crédité comme étant le fondateur de l’architecture georgienne. Il est un descendant des Campbell du Château de Cawdor.

## Vitruvius Britannicus

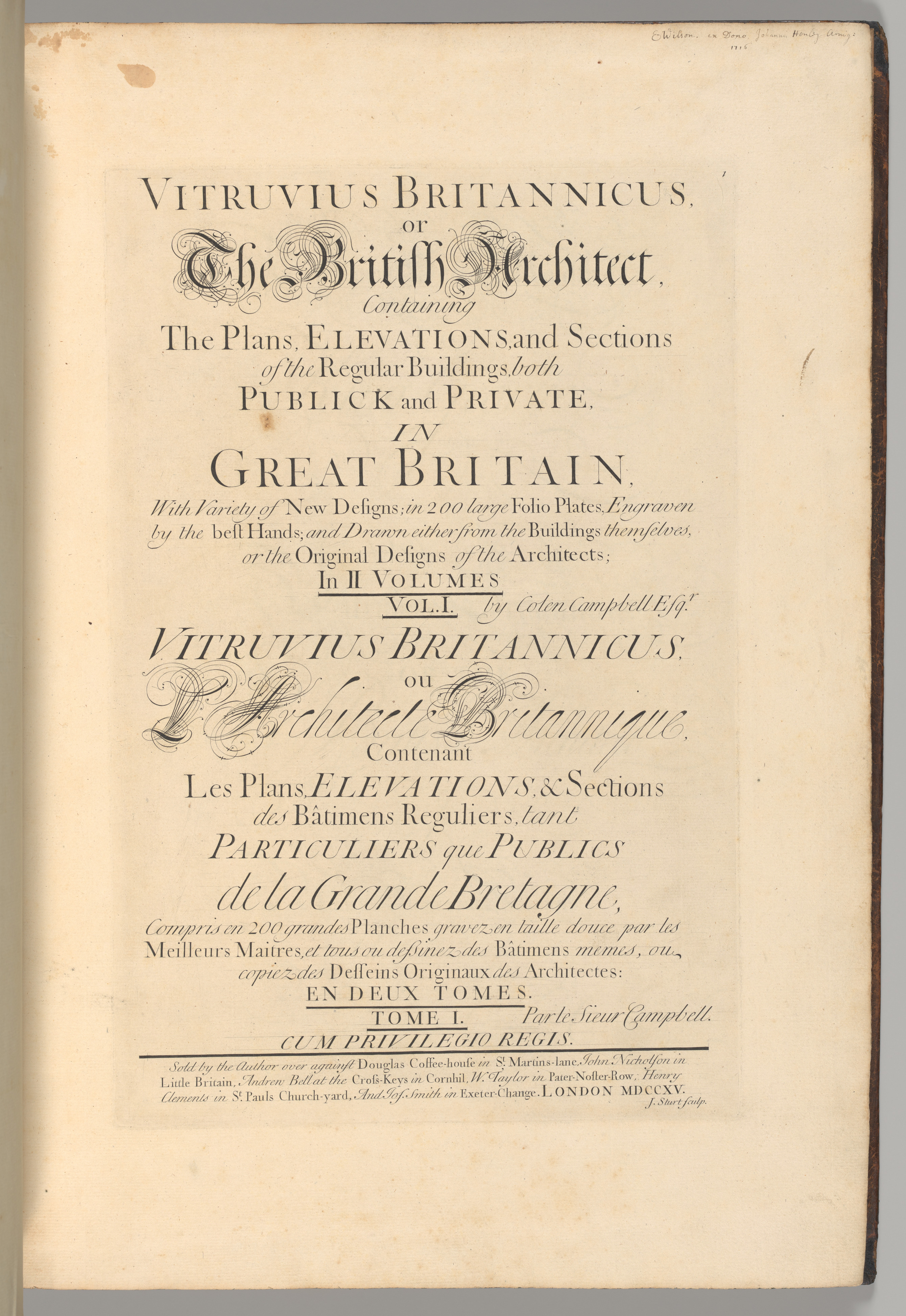
L'oeuvre Vitruvius Britannicus écriit par Campbell.

Son œuvre littéraire majeure est Vitruvius Britannicus,or the British Architect… ouvrage en trois volumes de 1715 à 1725. Vitruvius Britannicus est 'ole premier ouvrage sur l’architecture voyant le jour en Angleterre depuis The First and Chief Grounds of Architecture de John Shute sur l’architecture élisabéthaine. Ce n’était pas un traité mais un catalogue de projets, contenant des gravures d’édifices anglais conçus par Inigo Jones et Christopher Wren ainsi que Campbell lui-même et d’autres architectes majeurs de l’époque.
Campbell y dénigra le style baroque. Les bâtiments étaient montrés en forme de plans, sections et élévations, mais aussi des perspective à vol d'oiseau. Le succès de l’ouvrage popularisa le néo-palladianisme durant le XVIIe siècle.
Campbell fut influencé plus jeune par l’architecte écossais James Smith, l’un des pionniers du néo-palladianisme, que Campbell surnomma « l’architecte le plus expérimenté d'Écosse » (Vitruvius Britannicus, ii).
La maison en Londres où il mourut, Nº 76 Brook Street, a un blue plaque commémoratif.

## Principales commandes
- Wanstead House, Essex
- Burlington House, Londres 1717
- Stourhead, Wiltshire, 1721 - 24
- Pembroke House, Whitehall, Londres
- Houghton Hall, Norfolk
- Mereworth Castle, Kent 1722 - 25
- Waverley Abbey, Surrey ca 1723-25
- Compton Place, Eastbourne, Sussex, vers 1726

## Littérature
Jules Verne en fait un cousin éloigné de son héroïne Helena Campbell dans le roman Le Rayon vert (chapitre II).

## Sources
- Howard Colvin, A Biographical dictionary of British Architects, 3e édition
- Robert Tavernor, Palladio and Palladianism 1991